# Frenzy (大沢誉志幸のアルバム)
『Frenzy』（フレンジー）は、大沢誉志幸1作目のベスト・アルバム。1984年11月21日、エピックレコードジャパンよりCDのみでリリース。1993年10月1日にはデジタルリマスターCDで再リリース。

## 解説
『まずいリズムでベルが鳴る』、『SCOOP』、『CONFUSION』3枚のアルバムから選曲された初のベスト・アルバム。
シングルカット曲もアルバム・バージョンで収録されている。

## 収録曲
全曲 作詞：銀色夏生／作曲：大沢誉志幸／編曲：大村雅朗（特記以外）
1. 彼女には判らない (Why Don't You Know)
2. Jokeでシェイク
3. スロウダンス
4. 宵闇にまかせて (kiss & kiss)
5. Scoop
6. CONFUSION
  - 作詞：大沢誉志幸
7. その気×××(mistake)
8. CAB DRIVER
9. まずいリズムでベルが鳴る
10. そして僕は途方に暮れる
ブックレットの歌詞掲載頁の曲目表記は、
『CONFUSION』収録時と同様に「そして僕は、途方に暮れる」と読点が入っている。